# Сан-Валентіно-Торіо
Сан-Валентіно-Торіо (італ. San Valentino Torio) — муніципалітет в Італії, у регіоні Кампанія,  провінція Салерно.
Сан-Валентіно-Торіо розташований на відстані близько 220 км на південний схід від Рима, 30 км на схід від Неаполя, 18 км на північний захід від Салерно.
Населення — 10 889 осіб (2014).

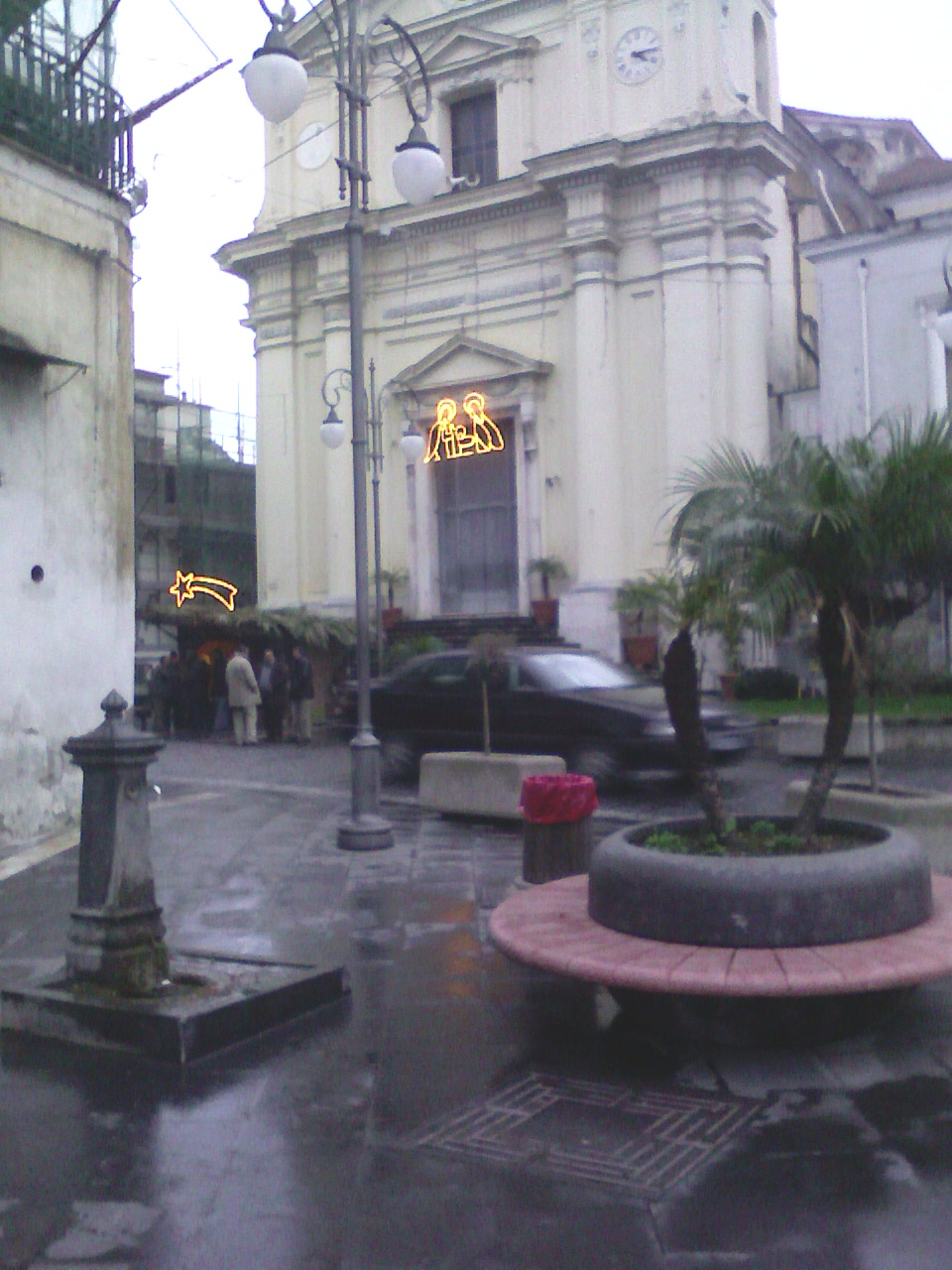

Щорічний фестиваль відбувається 14 лютого. Покровитель — святий Валентин.

## Демографія
Населення за роками:

Станом на 1 січня 2023 року в муніципалітеті офіційно проживало 849 іноземців з 27 країн, серед них 82 громадяни країн Євросоюзу та 78 громадян України.

## Сусідні муніципалітети
- Ночера-Інферіоре
- Пагані
- Сан-Марцано-суль-Сарно
- Сарно
- Скафаті
- Стріано